# 奥古斯特·冯·格德里希
奥古斯特·冯·格德里希（德語：August von Gödrich，1859年9月25日—1942年3月16日），德国男子自行车运动员。他曾代表德国参加1896年夏季奥林匹克运动会自行车比赛，获得男子公路赛银牌。